# Harry Styles/Diskografie
Diese Diskografie ist eine Übersicht über die musikalischen Werke des britischen Sängers Harry Styles. Den Quellenangaben und Schallplattenauszeichnungen zufolge hat er bisher mehr als 129,9 Millionen Tonträger verkauft, davon alleine in seiner Heimat über 27,1 Millionen. Seine erfolgreichste Veröffentlichung ist die Single As It Was mit über 16,5 Millionen verkauften Einheiten.

## Alben

### Studioalben
| Jahr | Titel Musiklabel                      | Höchstplatzierung, Gesamtwochen, AuszeichnungChartplatzierungen (Jahr, Titel, Musiklabel, Platzierungen, Wochen, Auszeichnungen, Anmerkungen) | Höchstplatzierung, Gesamtwochen, AuszeichnungChartplatzierungen (Jahr, Titel, Musiklabel, Platzierungen, Wochen, Auszeichnungen, Anmerkungen) | Höchstplatzierung, Gesamtwochen, AuszeichnungChartplatzierungen (Jahr, Titel, Musiklabel, Platzierungen, Wochen, Auszeichnungen, Anmerkungen) | Höchstplatzierung, Gesamtwochen, AuszeichnungChartplatzierungen (Jahr, Titel, Musiklabel, Platzierungen, Wochen, Auszeichnungen, Anmerkungen) | Höchstplatzierung, Gesamtwochen, AuszeichnungChartplatzierungen (Jahr, Titel, Musiklabel, Platzierungen, Wochen, Auszeichnungen, Anmerkungen) | Anmerkungen                                                   |
| Jahr | Titel Musiklabel                      | DE | AT | CH | UK | US | Anmerkungen                                                   |
| ---- | ------------------------------------- | --- | --- | --- | --- | --- | ------------------------------------------------------------- |
| 2017 | Harry Styles Columbia Records (Sony)  | DE5 Gold · (38 Wo.)DE | AT2 Gold · (102 Wo.)AT | CH3 Gold · (35 Wo.)CH | UK1 ×2Doppelplatin · (146 Wo.)UK | US1 ×2Doppelplatin · (153 Wo.)US | Erstveröffentlichung: 12. Mai 2017 Verkäufe: + 3.617.500      |
| 2019 | Fine Line Columbia Records (Sony)     | DE14 Gold · (200 Wo.)DE | AT4 Platin · (207 Wo.)AT | CH6 Platin · (182 Wo.)CH | UK2 ×3Dreifachplatin · (232 Wo.)UK | US1 ×3Dreifachplatin · (224 Wo.)US | Erstveröffentlichung: 13. Dezember 2019 Verkäufe: + 6.012.500 |
| 2022 | Harry’s House Columbia Records (Sony) | DE1 Gold · (114 Wo.)DE | AT1 Gold · (106 Wo.)AT | CH1 (103 Wo.)CH | UK1 ×3Dreifachplatin · (136 Wo.)UK | US1 ×2Doppelplatin · (119 Wo.)US | Erstveröffentlichung: 20. Mai 2022 Verkäufe: + 4.123.500      |

## Singles
| Jahr | Titel Album                                | Höchstplatzierung, Gesamtwochen, AuszeichnungChartplatzierungen (Jahr, Titel, Album, Platzierungen, Wochen, Auszeichnungen, Anmerkungen) | Höchstplatzierung, Gesamtwochen, AuszeichnungChartplatzierungen (Jahr, Titel, Album, Platzierungen, Wochen, Auszeichnungen, Anmerkungen) | Höchstplatzierung, Gesamtwochen, AuszeichnungChartplatzierungen (Jahr, Titel, Album, Platzierungen, Wochen, Auszeichnungen, Anmerkungen) | Höchstplatzierung, Gesamtwochen, AuszeichnungChartplatzierungen (Jahr, Titel, Album, Platzierungen, Wochen, Auszeichnungen, Anmerkungen) | Höchstplatzierung, Gesamtwochen, AuszeichnungChartplatzierungen (Jahr, Titel, Album, Platzierungen, Wochen, Auszeichnungen, Anmerkungen) | Anmerkungen                                                   |
| Jahr | Titel Album                                | DE | AT | CH | UK | US | Anmerkungen                                                   |
| --- | ------------------------------------------ | --- | --- | --- | --- | --- | ------------------------------------------------------------- |
| 2017 | Sign of the Times Harry Styles             | DE20 ×3Dreifachgold · (24 Wo.)DE | AT2 Platin · (22 Wo.)AT | CH4 ×2Doppelplatin · (46 Wo.)CH | UK1 ×3Dreifachplatin · (27 Wo.)UK | US4 ×5Fünffachplatin · (13 Wo.)US | Erstveröffentlichung: 7. April 2017 Verkäufe: + 10.618.333    |
| 2017 | Two Ghosts Harry Styles                    | — | — | — | UK58 Gold · (1 Wo.)UK | US— PlatinUS | Erstveröffentlichung: 7. August 2017 Verkäufe: + 1.610.000    |
| 2017 | Kiwi Harry Styles                          | — | — | — | UK66 Platin · (2 Wo.)UK | US— PlatinUS | Erstveröffentlichung: 31. Oktober 2017 Verkäufe: + 2.020.000  |
| 2019 | Lights Up Fine Line                        | DE50 (3 Wo.)DE | AT16 Gold · (3 Wo.)AT | CH22 (7 Wo.)CH | UK3 Platin · (15 Wo.)UK | US17 ×2Doppelplatin · (5 Wo.)US | Erstveröffentlichung: 11. Oktober 2019 Verkäufe: + 3.430.000  |
| 2019 | Adore You Fine Line                        | DE82 Gold · (9 Wo.)DE | AT56 Platin · (13 Wo.)AT | CH35 Platin · (22 Wo.)CH | UK7 ×3Dreifachplatin · (40 Wo.)UK | US6 ×5Fünffachplatin · (50 Wo.)US | Erstveröffentlichung: 6. Dezember 2019 Verkäufe: + 10.120.000 |
| 2020 | Falling Fine Line                          | DE— aDE | AT— GoldAT | CH55 (1 Wo.)CH | UK15 ×2Doppelplatin · (36 Wo.)UK | US62 ×3Dreifachplatin · (1 Wo.)US | Erstveröffentlichung: 28. Februar 2020 Verkäufe + 5.660.000   |
| 2020 | Watermelon Sugar Fine Line                 | DE15 ×3Dreifachgold · (38 Wo.)DE | AT5 ×3Dreifachplatin · (61 Wo.)AT | CH3 ×2Doppelplatin · (85 Wo.)CH | UK4 ×4Vierfachplatin · (88 Wo.)UK | US1 ×7Siebenfachplatin · (39 Wo.)US | Erstveröffentlichung: 15. Mai 2020 Verkäufe: + 14.543.333     |
| 2020 | Golden Fine Line                           | DE— bDE | AT— GoldAT | — | UK26 Platin · (16 Wo.)UK | US57 ×2Doppelplatin · (20 Wo.)US | Erstveröffentlichung: 23. Oktober 2020 Verkäufe: + 3.830.000  |
| 2022 | As It Was Harry’s House                    | DE1 ×3Dreifachgold · (90 Wo.)DE | AT1 ×2Doppelplatin · (87 Wo.)AT | CH1 ×4Vierfachplatin · (121 Wo.)CH | UK1 ×5Fünffachplatin · (102 Wo.)UK | US1 ×6Sechsfachplatin · (61 Wo.)US | Erstveröffentlichung: 31. März 2022 Verkäufe: + 16.515.333    |
| 2022 | Late Night Talking Harry’s House           | DE83 (1 Wo.)DE | AT9 (5 Wo.)AT | CH11 Gold · (6 Wo.)CH | UK2 ×2Doppelplatin · (35 Wo.)UK | US3 ×2Doppelplatin · (24 Wo.)US | Erstveröffentlichung: 20. Mai 2022 Verkäufe: + 4.780.000      |
| 2022 | Music for a Sushi Restaurant Harry’s House | — | — | — | UK3 Platin · (26 Wo.)UK | US8 Platin · (18 Wo.)US | Erstveröffentlichung: 27. Oktober 2022 Verkäufe: + 1.970.000  |
| 2023 | Satellite Harry’s House                    | — | — | — | UK18 Platin · (10 Wo.)UK | US21 Platin · (3 Wo.)US | Erstveröffentlichung: 5. Mai 2023 Verkäufe: + 1.995.000       |
| Folgende Lieder erschienen nicht als Single, wurden aber durch das Album zum Download und Streaming bereitgestellt und konnten somit eine Platzierung erlangen: |                                            | | | | | |                                                               |
| |                                            | | | | | |                                                               |
| 2017 | Carolina Harry Styles                      | — | — | — | UK51 Silber · (2 Wo.)UK | US— GoldUS | Charteinstieg: 25. Mai 2017 Verkäufe: + 720.000               |
| 2017 | Meet Me in the Hallway Harry Styles        | — | — | — | UK64 Silber · (1 Wo.)UK | US— GoldUS | Charteinstieg: 25. Mai 2017 Verkäufe: + 720.000               |
| 2017 | Only Angel Harry Styles                    | — | — | — | UK80 Silber · (1 Wo.)UK | US— GoldUS | Charteinstieg: 25. Mai 2017 Verkäufe: + 755.000               |
| 2017 | Ever Since New York Harry Styles           | — | — | — | UK87 Silber · (1 Wo.)UK | US— GoldUS | Charteinstieg: 25. Mai 2017 Verkäufe: + 720.000               |
| 2017 | Woman Harry Styles                         | — | — | — | UK99 Silber · (1 Wo.)UK | US— GoldUS | Charteinstieg: 25. Mai 2017 Verkäufe: + 755.000               |
| 2019 | Cherry Fine Line                           | — | — | — | UK— GoldUK | US84 Platin · (1 Wo.)US | Charteinstieg: 28. Dezember 2019 Verkäufe: + 1.550.000        |
| 2019 | She Fine Line                              | — | — | — | UK— SilberUK | US99 Platin · (1 Wo.)US | Charteinstieg: 28. Dezember 2019 Verkäufe: + 1.360.000        |
| 2022 | Matilda Harry’s House                      | — | AT21 (2 Wo.)AT | CH23 (2 Wo.)CH | UK37 Platin · (14 Wo.)UK | US9 Platin · (4 Wo.)US | Charteinstieg: 29. Mai 2022 Verkäufe: + 2.220.000             |
| 2022 | Daylight Harry’s House                     | — | — | — | UK— GoldUK | US13 Gold · (4 Wo.)US | Charteinstieg: 4. Juni 2022 Verkäufe: + 1.185.000             |
| 2022 | Little Freak Harry’s House                 | — | — | — | UK— GoldUK | US14 Gold · (3 Wo.)US | Charteinstieg: 4. Juni 2022 Verkäufe: + 1.185.000             |
| 2022 | Grapejuice Harry’s House                   | — | — | — | UK— SilberUK | US15 Gold · (3 Wo.)US | Charteinstieg: 4. Juni 2022 Verkäufe: + 780.000               |
| 2022 | Cinema Harry’s House                       | — | — | — | UK— SilberUK | US22 Gold · (2 Wo.)US | Charteinstieg: 4. Juni 2022 Verkäufe: + 775.000               |
| 2022 | Daydreaming Harry’s House                  | — | — | — | UK— SilberUK | US24 Gold · (2 Wo.)US | Charteinstieg: 4. Juni 2022 Verkäufe: + 815.000               |
| 2022 | Keep Driving Harry’s House                 | — | — | — | UK— GoldUK | US25 Gold · (2 Wo.)US | Charteinstieg: 4. Juni 2022 Verkäufe: + 1.015.000             |
| 2022 | Love of My Life Harry’s House              | — | — | — | — | US29 Gold · (2 Wo.)US | Charteinstieg: 4. Juni 2022 Verkäufe: + 725.000               |
| 2022 | Boyfriends Harry’s House                   | — | — | — | UK— SilberUK | US30 Gold · (2 Wo.)US | Charteinstieg: 4. Juni 2022 Verkäufe: + 780.000               |

## Musikvideos
| Jahr | Titel                        | Regie                           |
| ---- | ---------------------------- | ------------------------------- |
| 2017 | Sign of the Times            | Woodkid                         |
| 2017 | Kiwi                         | Chris Barett, Luke Taylor       |
| 2019 | Lights Up                    | Vincent Haycock                 |
| 2019 | Adore You                    | Dave Meyers                     |
| 2020 | Falling                      | Dave Meyers                     |
| 2020 | Watermelon Sugar             | Bradley Bell, Pablo Jones-Soler |
| 2020 | Golden                       | Ben Turner, Gabe Turner         |
| 2021 | Treat People with Kindness   | Ben Turner, Gabe Turner         |
| 2022 | As It Was                    | Tanu Muino                      |
| 2022 | Daylight                     | James Corden                    |
| 2022 | Late Night Talking           | Bradley Bell, Pablo Jones-Soler |
| 2022 | Music for a Sushi Restaurant | Aube Perrie                     |
| 2023 | Satellite                    | Aube Perrie                     |

## Autorenbeteiligungen
Harry Styles als Autor in den Charts

| Jahr | Titel Interpretation                    | Höchstplatzierung, Gesamtwochen, AuszeichnungChartplatzierungen (Jahr, Titel, Interpretation, Platzierungen, Wochen, Auszeichnungen, Anmerkungen) | Höchstplatzierung, Gesamtwochen, AuszeichnungChartplatzierungen (Jahr, Titel, Interpretation, Platzierungen, Wochen, Auszeichnungen, Anmerkungen) | Höchstplatzierung, Gesamtwochen, AuszeichnungChartplatzierungen (Jahr, Titel, Interpretation, Platzierungen, Wochen, Auszeichnungen, Anmerkungen) | Höchstplatzierung, Gesamtwochen, AuszeichnungChartplatzierungen (Jahr, Titel, Interpretation, Platzierungen, Wochen, Auszeichnungen, Anmerkungen) | Höchstplatzierung, Gesamtwochen, AuszeichnungChartplatzierungen (Jahr, Titel, Interpretation, Platzierungen, Wochen, Auszeichnungen, Anmerkungen) | Anmerkungen                                                   |
| Jahr | Titel Interpretation                    | DE | AT | CH | UK | US | Anmerkungen                                                   |
| --- | --------------------------------------- | --- | --- | --- | --- | --- | ------------------------------------------------------------- |
| 2013 | Story of My Life One Direction          | DE21 ×3Dreifachgold · (30 Wo.)DE | AT12 (26 Wo.)AT | CH13 Gold · (25 Wo.)CH | UK2 ×2Doppelplatin · (29 Wo.)UK | US6 ×3Dreifachplatin · (32 Wo.)US | Erstveröffentlichung: 25. Oktober 2013 Verkäufe: + 6.745.000  |
| 2014 | Night Changes One Direction             | DE79 (1 Wo.)DE | AT42 (1 Wo.)AT | CH46 (1 Wo.)CH | UK7 ×2Doppelplatin · (18 Wo.)UK | US31 Platin · (20 Wo.)US | Erstveröffentlichung: 14. November 2014 Verkäufe: + 3.160.000 |
| 2015 | Perfect One Direction                   | DE20 (8 Wo.)DE | AT2 (12 Wo.)AT | CH12 (12 Wo.)CH | UK2 Platin · (21 Wo.)UK | US10 (20 Wo.)US | Erstveröffentlichung: 16. Oktober 2015 Verkäufe: + 2.177.000  |
| Folgende Lieder erschienen nicht als Single, wurden aber durch das Album zum Download und Streaming bereitgestellt und konnten somit eine Platzierung erlangen: |                                         | | | | | |                                                               |
| |                                         | | | | | |                                                               |
| 2014 | Where Do Broken Hearts Go One Direction | — | AT58 (1 Wo.)AT | — | UK47 Silber · (3 Wo.)UK | US88 (1 Wo.)US | Charteinstieg: 22. November 2014 Verkäufe: + 200.000          |
| 2014 | Fool’s Gold One Direction               | — | — | — | UK74 (2 Wo.)UK | — | Charteinstieg: 22. November 2014                              |
| 2014 | Stockholm Syndrome One Direction        | — | — | — | — | US99 (1 Wo.)US | Charteinstieg: 6. Dezember 2014                               |
| 2015 | If I Could Fly One Direction            | — | AT60 (1 Wo.)AT | — | UK79 Silber · (1 Wo.)UK | US83 (1 Wo.)US | Charteinstieg: 26. November 2015 Verkäufe: + 265.000          |
| 2015 | Olivia One Direction                    | — | — | — | UK72 Silber · (1 Wo.)UK | US87 (1 Wo.)US | Charteinstieg: 26. November 2015 Verkäufe: + 200.000          |
| 2015 | A.M. One Direction                      | — | — | — | UK83 (1 Wo.)UK | US94 (1 Wo.)US | Charteinstieg: 26. November 2015 Verkäufe: + 30.000           |

## Promoveröffentlichungen
Promo-Singles

| Jahr | Titel Album                 | Höchstplatzierung, Gesamtwochen, AuszeichnungChartplatzierungen (Jahr, Titel, Album, Platzierungen, Wochen, Auszeichnungen, Anmerkungen) | Höchstplatzierung, Gesamtwochen, AuszeichnungChartplatzierungen (Jahr, Titel, Album, Platzierungen, Wochen, Auszeichnungen, Anmerkungen) | Höchstplatzierung, Gesamtwochen, AuszeichnungChartplatzierungen (Jahr, Titel, Album, Platzierungen, Wochen, Auszeichnungen, Anmerkungen) | Höchstplatzierung, Gesamtwochen, AuszeichnungChartplatzierungen (Jahr, Titel, Album, Platzierungen, Wochen, Auszeichnungen, Anmerkungen) | Höchstplatzierung, Gesamtwochen, AuszeichnungChartplatzierungen (Jahr, Titel, Album, Platzierungen, Wochen, Auszeichnungen, Anmerkungen) | Anmerkungen                                                   |
| Jahr | Titel Album                 | DE | AT | CH | UK | US | Anmerkungen                                                   |
| ---- | --------------------------- | --- | --- | --- | --- | --- | ------------------------------------------------------------- |
| 2017 | Sweet Creature Harry Styles | — | — | — | UK46 Platin · (3 Wo.)UK | US93 ×2Doppelplatin · (1 Wo.)US | Erstveröffentlichung: 2. Mai 2017 Verkäufe: + 3.165.000       |
| 2019 | Fine Line                   | — | — | — | UK— PlatinUK | US— PlatinUS | Erstveröffentlichung: 19. November 2019 Verkäufe: + 1.870.000 |

## Sonderveröffentlichungen
| Jahr | Titel Musiklabel                        | Anmerkungen                                                        |
| ---- | --------------------------------------- | ------------------------------------------------------------------ |
| 2017 | Spotify Singles Columbia Records (Sony) | Erstveröffentlichung: 27. September 2017 Vertrieb nur über Spotify |

| Jahr | Titel Musiklabel                                       | Anmerkungen                                                 |
| ---- | ------------------------------------------------------ | ----------------------------------------------------------- |
| 2017 | Harry Styles: Behind the Album Columbia Records (Sony) | Erstveröffentlichung: 15. Mai 2017 Vertrieb nur über iTunes |

## Statistik

### Chartauswertung
|                     | DE    | AT    | CH    | UK    | US    |
| ------------------- | ----- | ----- | ----- | ----- | ----- |
| Nummer-eins-Alben   | DE1DE | AT1AT | CH1CH | UK2UK | US3US |
| Top-10-Alben        | DE2DE | AT3AT | CH3CH | UK3UK | US3US |
| Alben in den Charts | DE3DE | AT3AT | CH3CH | UK3UK | US3US |

|                       | DE    | AT    | CH    | UK     | US     |
| --------------------- | ----- | ----- | ----- | ------ | ------ |
| Nummer-eins-Singles   | DE1DE | AT1AT | CH1CH | UK2UK  | US2US  |
| Top-10-Singles        | DE1DE | AT4AT | CH3CH | UK7UK  | US7US  |
| Singles in den Charts | DE6DE | AT7AT | CH8CH | UK19UK | US21US |

Singlecharts als Autor
|                       | DE    | AT    | CH    | UK     | US     |
| --------------------- | ----- | ----- | ----- | ------ | ------ |
| Nummer-eins-Singles   | DE—DE | AT—AT | CH—CH | UK1UK  | US—US  |
| Top-10-Singles        | DE—DE | AT2AT | CH1CH | UK6UK  | US5US  |
| Singles in den Charts | DE6DE | AT9AT | CH7CH | UK21UK | US17US |

### Auszeichnungen für Musikverkäufe
Die Lieder Canyon Moon, From the Dining Table, Girl Crush, Sunflower, Vol. 6, To Be So Lonely und Treat People with Kindnes wurden weder als Single veröffentlicht, noch konnten sie aufgrund von hohen Downloads oder Streamings die Charts erreichen. Dennoch erhielten die Lieder Schallplattenauszeichnungen.
| Land/RegionAuszeichnungen für Musikverkäufe (Land/Region, Auszeichnungen, Verkäufe, Quellen) | Silber       | Gold         | Platin         | Diamant       | Verkäufe   | Quellen              |
| -------------------------------------------------------------------------------------------- | ------------ | ------------ | -------------- | ------------- | ---------- | -------------------- |
| Argentinien (CAPIF)                                                                          | —            | Gold1        | 5× Platin5     | —             | 110.000    | Einzelnachweise      |
| Australien (ARIA)                                                                            | —            | 11× Gold11   | 82× Platin82   | —             | 6.125.000  | aria.com.au          |
| Belgien (BRMA)                                                                               | —            | 2× Gold2     | 4× Platin4     | —             | 155.000    | ultratop.be          |
| Brasilien (PMB)                                                                              | —            | 7× Gold7     | 30× Platin30   | 26× Diamant26 | 5.500.000  | pro-musicabr.org.br  |
| Dänemark (IFPI)                                                                              | —            | 6× Gold6     | 26× Platin26   | —             | 1.890.000  | ifpi.dk              |
| Deutschland (BVMI)                                                                           | —            | 8× Gold8     | 4× Platin4     | —             | 2.750.000  | musikindustrie.de    |
| Frankreich (SNEP)                                                                            | —            | 2× Gold2     | 7× Platin7     | 3× Diamant3   | 2.099.999  | snepmusique.com      |
| Griechenland (IFPI)                                                                          | —            | 3× Gold3     | 5× Platin5     | Diamant1      | 230.000    | Einzelnachweise      |
| Island (IFPI)                                                                                | —            | 3× Gold3     | —              | —             | 7.500      | Einzelnachweise      |
| Italien (FIMI)                                                                               | —            | 7× Gold7     | 23× Platin23   | —             | 1.990.000  | fimi.it              |
| Japan (RIAJ)                                                                                 | —            | 2× Gold2     | Platin1        | —             | 250.000    | riaj.or.jp           |
| Kanada (MC)                                                                                  | —            | 10× Gold10   | 49× Platin49   | Diamant1      | 5.120.000  | musiccanada.com      |
| Mexiko (AMPROFON)                                                                            | —            | 14× Gold14   | 27× Platin27   | 8× Diamant8   | 5.520.000  | amprofon.com.mx      |
| Neuseeland (RMNZ)                                                                            | —            | 2× Gold2     | 59× Platin59   | —             | 1.590.000  | radioscope.co.nz NZ2 |
| Niederlande (NVPI)                                                                           | —            | Gold1        | —              | —             | 20.000     | nvpi.nl              |
| Norwegen (IFPI)                                                                              | —            | 3× Gold3     | 10× Platin10   | —             | 380.000    | ifpi.no              |
| Österreich (IFPI)                                                                            | —            | 6× Gold6     | 9× Platin9     | —             | 315.000    | ifpi.at              |
| Polen (ZPAV)                                                                                 | —            | 11× Gold11   | 20× Platin20   | 2× Diamant2   | 1.175.000  | olis.pl              |
| Portugal (AFP)                                                                               | —            | 6× Gold6     | 23× Platin23   | —             | 270.000    | Einzelnachweise      |
| Schweden (IFPI)                                                                              | —            | 4× Gold4     | 6× Platin6     | —             | 395.000    | sverigetopplistan.se |
| Schweiz (IFPI)                                                                               | —            | 2× Gold2     | 9× Platin9     | —             | 205.000    | hitparade.ch         |
| Singapur (RIAS)                                                                              | —            | Gold1        | Platin1        | —             | 15.000     | rias.org.sg          |
| Spanien (Promusicae)                                                                         | —            | 11× Gold11   | 23× Platin23   | —             | 1.620.000  | elportaldemusica.es  |
| Südafrika (RISA)                                                                             | —            | 2× Gold2     | 7× Platin7     | —             | 160.000    | Einzelnachweise      |
| Ungarn (MAHASZ)                                                                              | —            | —            | 12× Platin12   | —             | 48.000     | slagerlistak.hu      |
| Vereinigte Staaten (RIAA)                                                                    | —            | 16× Gold16   | 55× Platin55   | —             | 63.827.000 | riaa.com             |
| Vereinigtes Königreich (BPI)                                                                 | 19× Silber19 | 5× Gold5     | 41× Platin41   | —             | 28.170.000 | bpi.co.uk            |
| Insgesamt                                                                                    | 19× Silber19 | 146× Gold146 | 538× Platin538 | 41× Diamant41 |            |                      |